# Milne’s Primary School

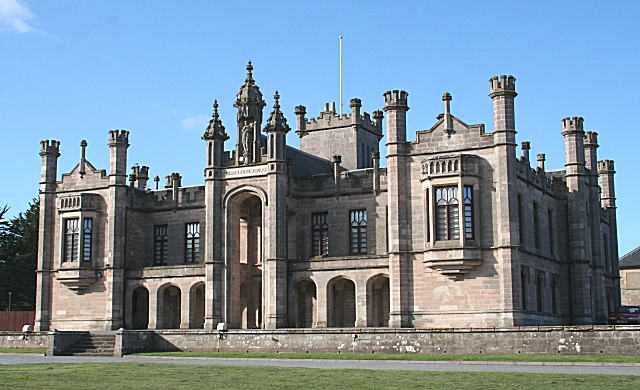
Milne’s Primary School

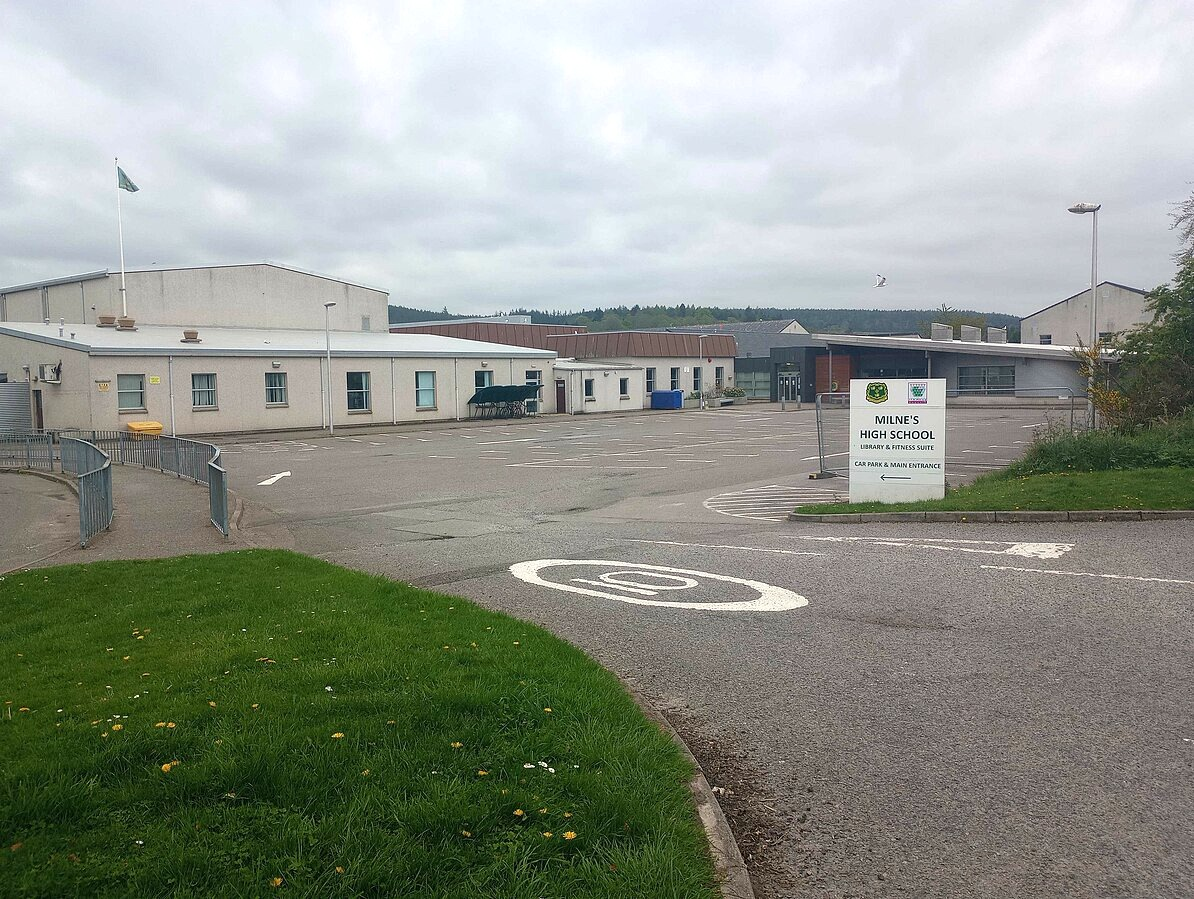
Milne’s High School

Die Milne’s Primary School ist eine Primarschule in der schottischen Ortschaft Fochabers in der Council Area Moray. 1971 wurde das Bauwerk in die schottischen Denkmallisten zunächst in der Kategorie B aufgenommen. Die Hochstufung in die höchste Denkmalkategorie A erfolgte 1988.

## Geschichte
Der aus Fochabers stammende Alexander Milne, der nach seiner Tätigkeit auf Gordon Castle in die Vereinigten Staaten emigrierte und dort sein Vermögen machte, bedachte seine Heimatstadt testamentarisch mit einer hohen Summe. 20.000 $ waren zum Bau der Milne’s Free School bestimmt. Den Entwurf für das 1846 fertiggestellte Gebäude lieferte der schottische Architekt Thomas Mackenzie. 1888 wurde die Einrichtung in Milne’s Institution umbenannt. Bereits 1938 wurde die Primarstufe ausgegliedert und seit 1977 als Milne’s Primary School geführt. Die seit 1952 als Einheit bestehende Milne’s High School bezog zwischen 1982 und 1986 einen nahegelegenen Neubau. Der Bau der Milne’s Institution stand zunächst leer. Nachdem im Juli 1994 mit der Renovierung des Gebäudes begonnen worden war, konnte die Milne’s Primary School die Räumlichkeiten im August 1995 beziehen.

## Schulbetrieb
Das Einzugsgebiet der Schule umfasst die Ortschaft Fochabers und die nordöstlich gelegenen Weiler bis zum Ufer des Moray Firth. Mit einer typischen Schülerzahl von 180 umfasst die Milne’s Primary School sämtliche Primarstufen bis zur siebenten Klasse. Angeschlossen an die nicht-konfessionsgebundene Schule ist ein Kindergarten mit 20 Plätzen. Zu den Einrichtungen zählen eine Sporthalle, eine Bücherei und ein Computerraum. Ab der ersten Klassenstufe wird Französisch als Fremdsprache gelehrt.
Das Tragen von Schuluniformen bestehend aus flaschengrünen Oberteilen und schwarzen Hosen oder Röcken mit schwarzen Schuhen ist empfohlen, jedoch nicht verpflichtend. Das Tragen von Jeans, Jeansjacken und Sportkleidung ist hingegen unerwünscht.

## Beschreibung
Die Milne’s Primary School steht abseits der High Street am Ostrand des historischen Zentrums Fochabers’. Das zweigeschossige Gebäude ist im Neo-Tudorgotischen Stil ausgestaltet. Seine nordexponierte Hauptfassade ist neun Achsen weit. Sie ist mit Mittel- und Eckrisaliten mit verbindenden tudorbogigen Arkaden ausgeführt. Entlang der Fassaden ragen zahlreiche schlanke oktogonale Türme mit pseudo-Zinnenbewehrung auf. Die Türme des Mittelrisalits sind elaborierter ornamentiert und flankieren eine Statue Milnes in einer Ädikula. An den Eckrisaliten kragen abgekantete Erker aus.